# فرودگاه بالن-کیهوول
فرودگاه بالن-کیهوول (به انگلیسی: Balen-Keiheuvel Aerodrome) (به زبان بومی: Aeroclub Keiheuvel) یک فرودگاه همگانی است که یک باند فرود چمن دارد و طول باند آن ۱۰۰۰ متر است. این فرودگاه در شهر بلان کشور بلژیک قرار دارد و در ارتفاع ۴۰ متری از سطح دریا واقع شده‌است.